# Macrocheilus scapularis
Macrocheilus scapularis – gatunek drapieżnego owada z rodziny biegaczowatych i podrodziny Anthiinae. Gatunek został opisany w 1843 roku przez Louisa Reicha.